# Істинні фіни
Істинні фіни (фін. Perussuomalaiset; швед. Sannfinländarna) — фінська права політична партія заснована в 1995 році. Партія має 46 місць із 200 у парламенті Фінляндії. Партія має 2 місця із 13 виділених для Фінляндії у Європарламенті (входить до фракції Європейські консерватори та реформісти).

## Історія
Партія була заснована в 1995 році після розпаду Фінської аграрної партії. З 1997 року партію очолює Тімо Сойні. Сойні був кандидатом від партії на президентських виборах 2006 року, і обраний до Європейського парламенту в 2009 році. Під час муніципальних виборів 2008 року партія отримала збільшення кількості виборців в округах, де Соціал-демократична партія і ліві сили втратили більшість. Партія добилася значного успіху, отримавши 19,0 % голосів і посівши третє місце на парламентських виборах 2011 року.

## Ідеологія

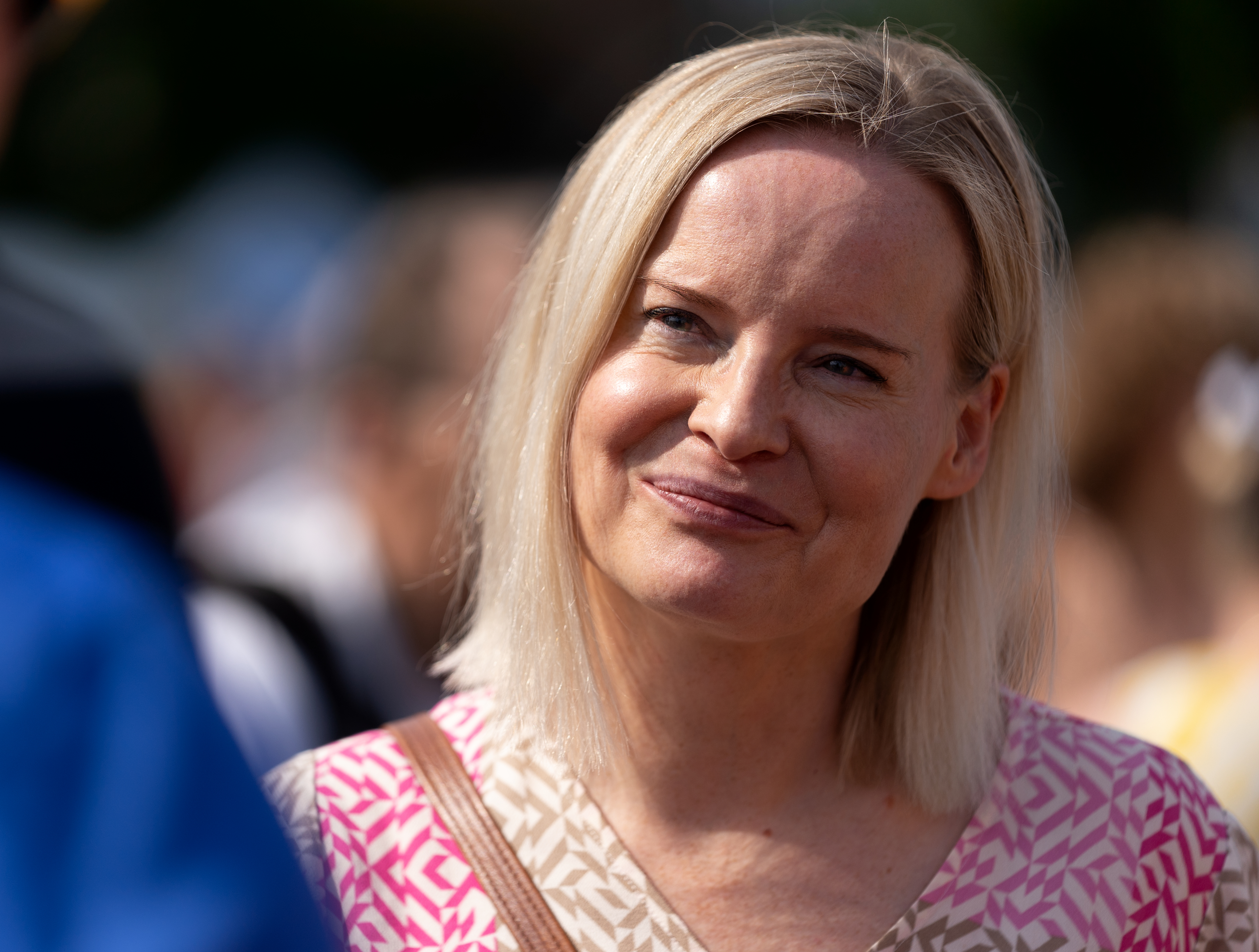
Голова партії Ріікка Пурра

Партію називають правою та ультраправою.
Політична програма партії включає такі питання:
- Прогресивне оподаткування і соціальна держава;
- Опозиція до Європейського союзу[5] і до вступу у НАТО (після російського вторгнення в Україну у 2022 році партія дала сигнал про зміну цієї політики та заявила, що готова підтримати членство в НАТО.[6]);
- Скасування обов'язкової шведської на всіх рівнях освіти;
- Державна підтримка сільських регіонів;
- Скорочення іноземної допомоги;
- Суворі обмеження для осіб, які шукають притулку;
- Збільшення державних інвестицій в інфраструктуру і промисловість;
- Індустріальна екологічна політика;
- Посилення покарання за злочини.
- Підтримка мистецтв, що сприяють фінській ідентифікації.

## Результати виборів

### Парламентські вибори
| Рік виборів | Кількість голосів | % від загальної кількості | Отримано місць |
| ----------- | ----------------- | ------------------------- | -------------- |
| 1999        | 26,440            | 1.0 %                     | 1              |
| 2003        | 43,816            | 1.6 %                     | 3              |
| 2007        | 112,256           | 4.1 %                     | 5              |
| 2011        | 560,075           | 19.1 %                    | 39             |
| 2015        | 524,054           | 17.65 %                   | 38             |
| 2019        | 538,805           | 17.5 %                    | 39             |
| 2023        | 620,981           | 20,0 %                    | 46             |

### Президентські вибори
| Рік виборів | Кандидат         | Кількість голосів | % від загальної кількості |
| ----------- | ---------------- | ----------------- | ------------------------- |
| 2000        | Ilkka Hakalehto  | 31,405            | 1.0 %                     |
| 2006        | Тімо Сойні       | 103,368           | 3.4 %                     |
| 2012        | Тімо Сойні       | 287,571           | 9,4 %                     |
| 2018        | Лаура Хухтасаарі | 207,337           | 6,9 %                     |

### Вибори до Європейського Парламенту
| Рік виборів | Кількість голосів | % від загальної кількості | Отримано місць |
| ----------- | ----------------- | ------------------------- | -------------- |
| 1996        | 15,004            | 0.7 %                     | 0              |
| 1999        | 14,712            | 0.8 %                     | 0              |
| 2004        | 21,417            | 0.9 %                     | 0              |
| 2009        | 162,571           | 9.8 %                     | 1              |
| 2014        | 222,457           | 12,8 %                    | 2              |
| 2019        | 252,990           | 13,8                      | 2              |

### Муніципальні вибори
| Рік виборів | Кількість голосів | % від загальної кількості | Отримано місць |
| ----------- | ----------------- | ------------------------- | -------------- |
| 1996        | 21,999            | 0.9 %                     | 138            |
| 2000        | 14,712            | 0.7 %                     | 109            |
| 2004        | 21,417            | 0.9 %                     | 106            |
| 2008        | 137,446           | 5.4 %                     | 443            |
| 2012        | 307,797           | 12,3                      | 1195           |
| 2017        | 227,297           | 8,8                       | 770            |
| 2021        | 354,236           | 14,5                      | 1351           |